# Municipio de East Keating
El municipio de East Keating (en inglés: East Keating Township) es un municipio ubicado en el condado de Clinton en el estado estadounidense de Pensilvania. En el año 2000 tenía una población de 24 habitantes y una densidad poblacional de 0.2 personas por km².

## Geografía
El municipio de East Keating se encuentra ubicado en las coordenadas 41°17′30″N 78°01′29″O / 41.29167, -78.02472.

## Demografía
Según la Oficina del Censo en 2000 los ingresos medios por hogar en la localidad eran de $24,375 y los ingresos medios por familia eran de $24,375. Los hombres tenían unos ingresos medios de $48,750 frente a los $0 para las mujeres. La renta per cápita de la localidad era de $13,047. El 0% de la población estaba por debajo del umbral de pobreza.